# Jon Erasun
Jon Erasun Gorostidi, llamado Erasun, nacido en Cizúrquil (Guipúzcoa) el 14 de agosto de 1996, es un pelotari español de pelota vasca en la modalidad de mano. Su padre, Juan Manuel Erasun, fue un conocido deportista rural vasco, actuando en distintas modalidades como la corta de troncos con hacha o la siega.

## Palmarés
- Campeón del Campeonato Parejas de promoción, 2017

## Final del Manomanista de 2ª categoría
| Año  | Campeón  | Subcampeón | Tanteo | Frontón |
| ---- | -------- | ---------- | ------ | ------- |
| 2018 | Bakaikoa | Erasun     | 22-17  | Labrit  |

## Final del Campeonato de Parejas de 2ª categoría
| Año  | Campeones           | Subcampeones        | Tanteo | Frontón  |
| ---- | ------------------- | ------------------- | ------ | -------- |
| 2017 | Arteaga II - Erasun | Peña II - Salaverri | 22-12  | Beotibar |
| 2020 | Agirre - Eskiroz    | Peña II - Erasun    | 22-20  | Labrit   |